# Grieben (Löwenberger Land)
Grieben ist ein Ortsteil der Gemeinde Löwenberger Land im Norden des Landes Brandenburg.

## Geographie

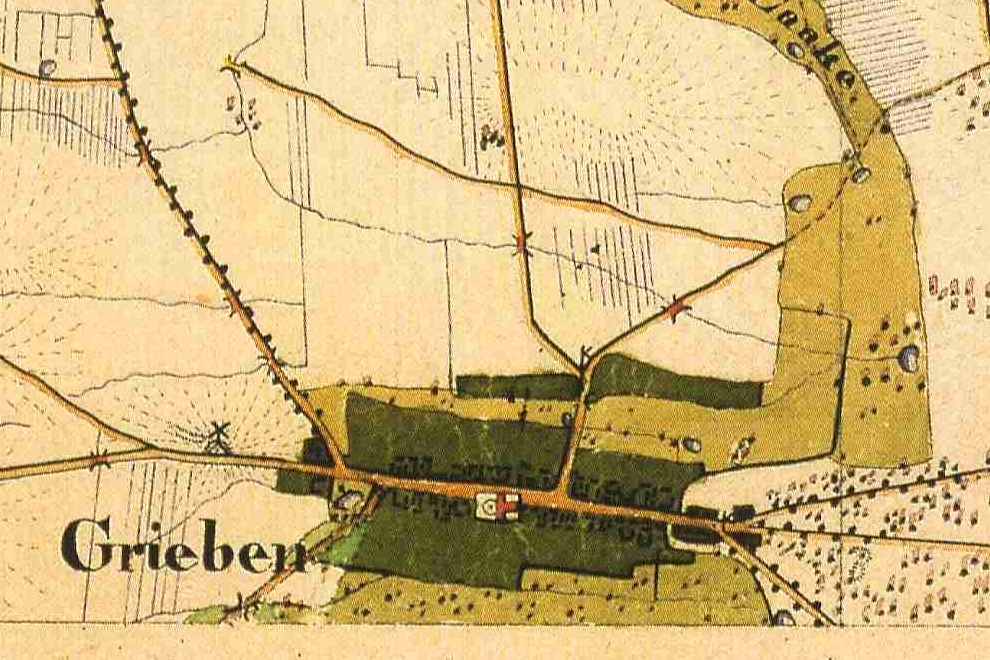
Grieben auf einem Messtischblatt der Preußischen Uraufnahme von 1825

Grieben liegt am naturräumlichen Übergang von der Granseer Platte zur Rüthnicker Heide. Es erstreckt sich als Straßendorf entlang der Bundesstraße 167. Im Nordosten hat Grieben Anteil am Naturschutzgebiet Harenzacken. Grieben grenzt im Norden an den Ortsteil Glambeck, im Osten an die Ortsteile Hoppenrade und Linde, im Süden an die Stadt Kremmen sowie im Westen an die Gemeinden Rüthnick, Herzberg (Mark) und Vielitzsee im Landkreis Ostprignitz-Ruppin. Zwischen dem Ortsteil Neuendorf und der Stadt Kremmen liegt eine Exklave von Grieben.

## Geschichte
Grieben wurde 1256 im Nachnamen des Eggehardus de Gribene erstmals urkundlich erwähnt. Es kam vor 1438 in den Besitz des Zisterzienserinnenklosters Lindow und lag somit in der Herrschaft Ruppin. Seit spätestens 1459 war Grieben ein Kirchdorf. 1524 fiel es mit der Herrschaft Ruppin an die Mark Brandenburg. Nach der Säkularisation des Klosters Lindow 1541 gehörte es zu den landesherrlichen Ämtern Lindow (bis 1765), Friedrichsthal (bis 1819) und Alt Ruppin (bis 1872). Im 18. Jahrhundert wird eine Windmühle in Grieben erwähnt.
1896 erhielt Grieben einen Haltepunkt an der Bahnstrecke Löwenberg–Flecken Zechlin, der heute nicht mehr bedient wird.
1900 war Grieben eine Landgemeinde mit 1777 ha Fläche im Kerngebiet im Kreis Ruppin der Provinz Brandenburg und 95 ha Fläche in der Exklave Grieben-Herzberg im Kreis Osthavelland. 1946 wurden im Rahmen der Bodenreform in der Sowjetischen Besatzungszone rund 272 ha Bodenfläche aufgeteilt. Die erste Landwirtschaftliche Produktionsgenossenschaft wurde 1952 gegründet, eine weitere folgte.
Seit der Verwaltungsreform von 1952 gehörte Grieben zum Kreis Gransee des Bezirks Potsdam. Von 1992 bis 1997 wurde Grieben durch das Amt Löwenberg verwaltet und wurde 1993 Teil des neuen Landkreises Oberhavel. Der Haltepunkt an der Bahnstrecke wurde 1996 geschlossen. Am 31. Dezember 1997 wurde das Amt Löwenberg aufgelöst und Grieben schloss sich mit neun weiteren Gemeinden zur neuen Gemeinde Löwenberger Land zusammen. Grieben bildet seitdem einen Ortsteil.

## Einwohnerentwicklung
Die folgende Tabelle zeigt die Einwohnerentwicklung von Grieben zwischen 1875 und 1996 im Gebietsstand des jeweiligen Stichtages:
| Stichtag      | Einwohner | Bemerkungen                         |
| ------------- | --------- | ----------------------------------- |
| 1. Dez. 1875  | 0418      | Volkszählung                        |
| 1. Dez. 1890  | 0489      | Volkszählung                        |
| 1. Dez. 1910  | 0508      | Volkszählung                        |
| 16. Juni 1925 | 0495      | Volkszählung                        |
| 16. Juni 1933 | 0641      | Volkszählung                        |
| 17. Mai 1939  | 0705      | Volkszählung                        |
| 29. Okt. 1946 | 1152      | Volkszählung                        |
| 31. Aug. 1950 | 1030      | Volkszählung                        |
| 31. Dez. 1964 | 0784      | Volkszählung                        |
| 1. Jan. 1971  | 0783      | Volkszählung                        |
| 31. Dez. 1981 | 0656      | Volkszählung                        |
| 3. Okt. 1990  | 0620      | Tag der Deutschen Einheit           |
| 31. Dez. 1996 | 0602      | letzter Stichtag vor Gemeindefusion |

## Sehenswürdigkeiten
Die Kirche Grieben ist eine verputzte Saalkirche mit Stichbogenfenstern und einem Kirchturm. Gebäude und Altar sind einfach und im Stil des Barock ausgeführt. Reste der Mauern sind mittelalterlich. Die Glocke stammt von 1510.